# テボーの定理

テボーの問題

テボーの定理（テボーのていり、英: Thébault's theorem、仏: Théorème de Thébault）は、フランスの数学者、ヴィクトル・テボーが提唱したいくつかの幾何学の問題の総称である。それぞれは、テボーの問題I, II, IIIとして知られている。

## テボーの問題 I
ある平行四辺形の4辺の外側に正方形を作る。このとき、4つの正方形の中心は正方形を成す（デポールの定理、テボールの定理とも呼ばれる）。
これはヴァン・オーベルの定理の特別な場合である。またヴァン・オーベルの定理は、ペトル＝ダグラス＝ノイマンの定理の系でもある。

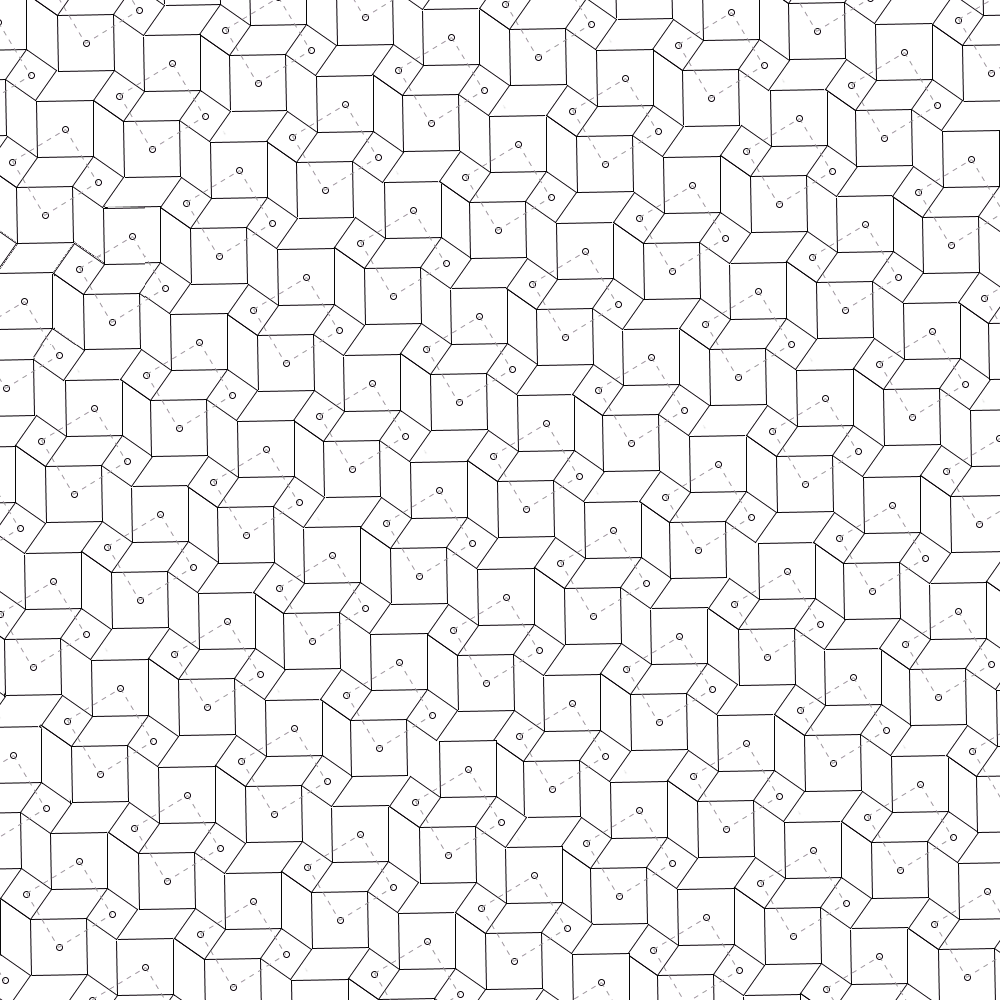
テボーの問題Iをもとにしてつくられたタイルのパターン

## テボーの問題 II
ある正方形の隣り合う二辺に正三角形を作る。ただし、双方ともに、外側または内側にあるとする。このとき、2つの正三角形の頂点でない正方形の頂点と、正方形の頂点でない二つの正三角形の頂点が成す三角形は正三角形である。

## テボーの問題 III
ある三角形ABCと、BC上の点Mについて、BC,AMと三角形ABCの外接円に接する（内接する）円をAMの両側にそれぞれ作る。 2つの円の中心P,Qと三角形ABCの内心Iは共線である。澤山-テボーの定理（Sawayama-Thébault theorem,Sawayama and Thébault's theorem）とも呼ばれている。また、円P,Qは曲線内接円（curvilinear incircle）と呼ばれる。
2003年まで、学会はテボーの問題 IIIの証明はこれらの問題の中で最も難しいと考えていた。テボーの問題 IIIは1938年、American Mathematical Monthlyで紹介され、1973年に、オランダの数学者H・ストリーフカーク（H. Streefkerk）によって証明された。しかし東京の陸軍中央幼年学校の教官であった陸軍教授澤山勇三郞が1905年に独自に証明を与えていたことが、2003年、ジャン＝ルイ・エーメ（Jean-Louis Ayme）によって発見された。
テボーの問題 IIIの円を傍接に置き換えたもの、つまり内心を傍心に、2つの円を外接円に外接するように置き換えたものは、2002年、Shay Gueronによって発見され、 ケイシーの定理を用いて証明された 。澤山-テボーの定理は以下のようにも言い換えることができる。
定理 ― ∠AMB=θ、AM,BCと△ABCの外接円に内接するB,C側の円の中心をそれぞれP,Q、内心をIとすると以下の式が成り立つ。
{\displaystyle {\frac {PI}{IQ}}=\tan ^{2}{\frac {\theta }{2}}.}

### ジャン=ルイ・エーメによる証明

#### 補題（澤山の補題）
・円QとBC,AMの接点をE,Fとする。E,F,Iは共線である。

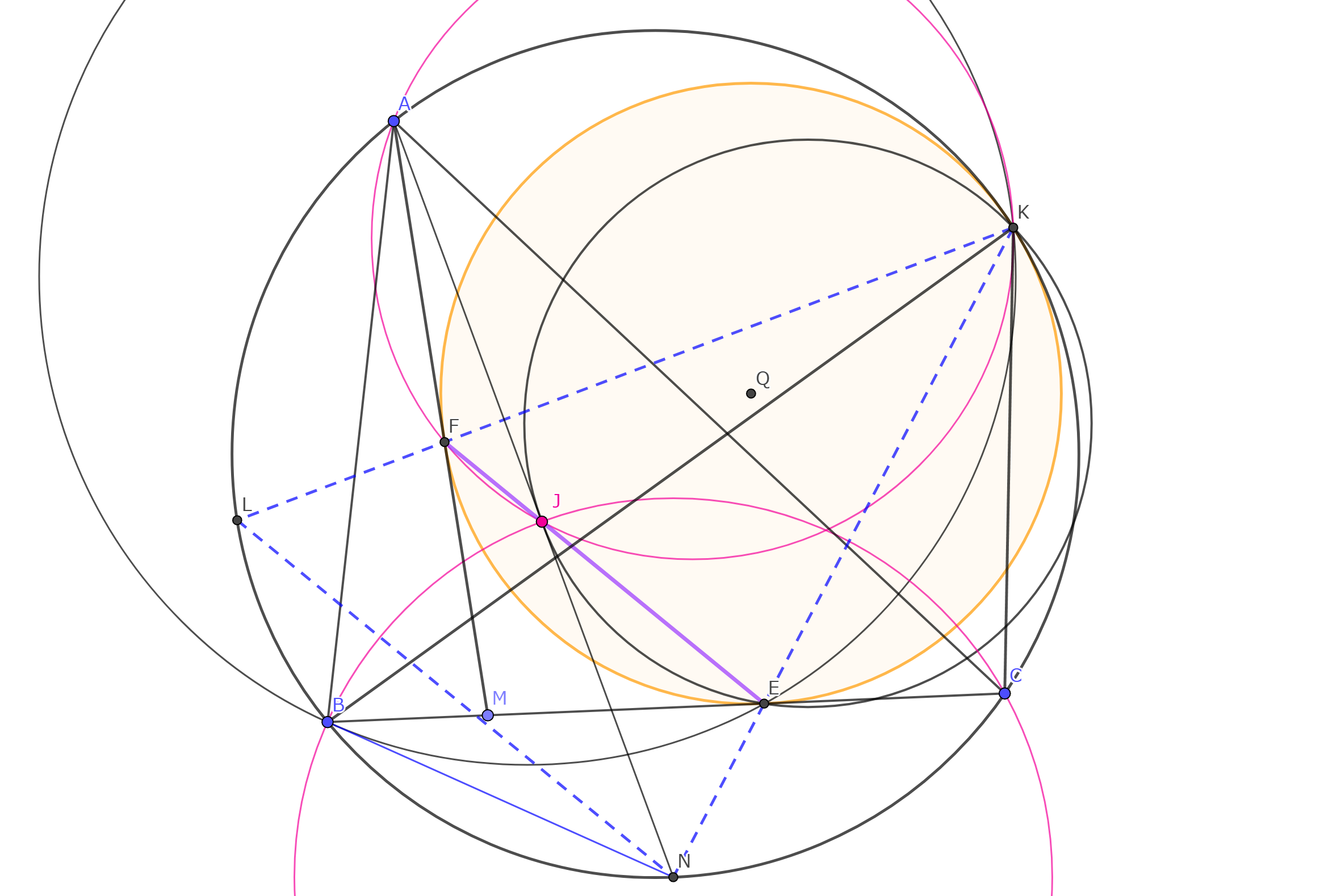
澤山の補題、JがIと一致することを示している。

　円Qと△ABCの外接円Oとの接点をKとする。Kを中心とする円の相似からKEとOの交点Nは弧BCの中点、つまりAIとOの交点である。したがって、KEは∠BKCの二等分線である。またKFとOの交点をL、ANとEFの交点をJとして、EF//NLなのでライムの定理の逆から、A,J,F,Kは共円である。△AFJとF,E,Jに、ミケル点をKとしてミケルの定理を用いることで、AJと円JEKはJで接することが分かる。円Q,JEKはEKで共軸で、AJと円JEKが接することから、Nを中心としJを通る円と円JEK,Qは直交する。ところで、∠NKB=∠NCB=∠NBCと接弦定理の逆から円BKEはBNと接するので、共軸な3円Q,JEK,BEKは、すべてNを中心としJを通る円と直交する。したがってNB=NJ=NCである。トリリウムの定理よりNB=NI=NCなのでI=J。以上よりE,F,Iの共線が示された。
特にM=Bとすると、円QはBの混線内接円となり、この補題はニクソンの定理（theorem of Nixon,Nixon theorem）と呼ばれる。Dao Thanh Oaiは等角共役点を用いた一般化を発表している。

#### 本題
・P,Q,Iは共線である。
円PとBC,AMの接点をG,Hとする。P,Qはそれぞれ∠AMBの内側、外側の二等分線上にあり、またGH,EFはそれぞれの垂線であるので、GH//MQ,EF//MPである。さらにPG//QEなのでパップスの六角形定理の逆より、P,Q,Iの共線が示された。